# Харихара
Хариха́ра — одна из форм Бога в индуизме, воплощение Вишну (Хари) и Шивы (Хара) в одном лице. Харихара также известен как Шанкаранара́яна. Харихаре поклоняются как последователи вайшнавизма, так и шиваиты.
Харихара как философское понятие единения Вишну и Шивы вызывает определённые споры среди различных течений индуизма, в которых по-разному трактуется как природа Вишну и Шивы, так и концепция их единства или различия.
В сложной мозаике индуизма существует много верований и традиций, связанных как с Вишну так и с Шивой. Некоторые школы утверждают, что только Вишну и его аватары являются ипостасями Бога, в то время как другие провозглашают Верховным Богом Шиву и его воплощения. Есть также и те, кто считают, что как Шива, так и Вишну являются ипостасями Бога. В свою очередь, школа адвайта-веданты учит тому, что Бог изначально не имеет формы и объявляет Вишну и Шиву аспектами бесформенного и безличностного Брахмана.
В зависимости от цитируемых писаний и их толкования, приводятся философские аргументы в поддержку каждого из этих представлений. В большинстве случаев, даже если признаётся, что одна из личностей занимает более высокое положение чем другая, большое почтение продолжают оказывать как Вишну, так и Шиве.